# Емил Оскар Нобел
Емил Оскар Нобел (швед. Emil Oscar Nobel, 29. октобар 1843 — 3. септембар 1864) био је члан породице Нобел. 

## Биографија
Емил Нобел је рођен у Санкт Петербургу, Русија. Био је најмлађи син Имануела Нобела (1801–1872) и Андриете Нобел (1803–1889). Био је брат Роберта Нобела, Лудвига Нобела и Алфреда Нобела. Године 1842. Имануел Нобел је отворио радионицу са ливницама у Санкт Петербургу са својим најмлађим синовима Емилом и Алфредом. Емил је био једини члан породице који је ишао на колеџ, похађајући Универзитет у Упсали.  
Емил Оскар Нобел је умро заједно са још неколико радника у фабрици, био је жртва експлозије док је експериментисао са нитроглицерином у  Nobels Sprängolja, фабрици његовог оца у Хеленеборгу у Стокхолму. Нобел је тада био студент у Упсали, али је помагао и у фабрици. Након експлозије, производња нитроглицерина је забрањена у фабрици, али је настављена близу Хеленеборга на усидреној баржи у заливу језера Меларен.
Његов брат Алфред није био у фабрици у време Емилове смрти, али је касније успео да стабилизује динамит помоћу дијатомејске земље зване кизелгур. 

## Други извори
- Förfärlig olyckshändelse i Stockholm. Nya Dagligt Allehanda. 3 September 1864
- Gudrun Wolfschmidt (2009). Hamburgs Geschichte einmal anders: Entwicklung der Naturwissenschaften, Medizin und Technik. Books on Demand. стр. 126. ISBN 978-3-8370-5329-6.